# Charles T. Stepule
Water Lilies von Charles T. Stepule

(Bitte Urheberrechte beachten)
Charles T. Stepule (* 1. November 1911 in Wallingford, Connecticut; † 3. November 2006 in Gloucester, Massachusetts) war ein US-amerikanischer Maler.

## Werdegang
Charles T. Stepule, Sohn von Mary Yokim und Charles Stepule (1876–1953), wurde 1911 im New Haven County geboren. Seine Kindheit war vom Ersten Weltkrieg überschattet und die Folgejahre von der Weltwirtschaftskrise. Weitere Details über seine Jugend sind nicht bekannt. Stepule studierte an der National Academy of Design in New York City, der Art Students League in New London (Connecticut), der Art Students League of New York und in verschiedenen Ateliers in Großbritannien, Frankreich, Spanien und Italien.
Nach dem Census von 1940 lebte er in dieser Zeit in Portland (Connecticut). Im weiteren Verlauf diente er während des Zweiten Weltkrieges in der US-Army. Dabei geriet er in Kriegsgefangenschaft.
Stepule lebte lange Zeit in Hartford (Connecticut). Während dieser Zeit unterrichtete er an der East Hartford Art League. In den 1940er und 1950er Jahren machte er häufig Urlaub in Florida, wo auch zahlreiche Werke entstanden. 1958 gründete er die älteste Galerie, The Charles T. Stepule Gallery, auf Bearskin Neck, einem Teil von Rockport (Massachusetts). Er war 70 Jahre lang als Maler tätig. In vielen seiner Werke wählte er Motive aus Neuengland. In diesem Zusammenhang ist er für seine Hafenszenen von Gloucester und Rockport bekannt. Er verstarb 2006 im Seacoast Nursing & Rehabilitation Center in Gloucester.

## Werke (Auswahl)
- Florida landscape with live oak and Spanish Moss, um 1950[5]
- Fishing boats, Gloucester Harbour, 1953
- Gloucester Harbour, 1979
- Birches over a mountain river
- Charles River, Boston
- Cleaves Street, Rockport
- Motif no.1
- Street Scene
- The Red Dory, Sanibel Island[6]
- Trawler at dock
- Valley farm in Vermont
- Water Lilies